# Chuck Low
Charles „Chuck“ Low (* 1. Dezember 1937 oder 21. Juli 1928 in New York City; † 18. September 2017 in Allendale, New Jersey) war ein US-amerikanischer Schauspieler.
Geboren als Sohn einer russischen Mutter und eines österreichisch-polnischen Vaters spielte er seine bekannteste Rolle als Morris „Morrie“ Kessler in Martin Scorseses Film Goodfellas (1990). Der Charakter von Morrie ist ein tragischer Kleingangster, dessen Charakter auf Martin Krugman beruht. Vorher hatte er bereits in anderen Robert-de-Niro-Filmen meist zwielichtige Charaktere dargestellt. Wie etliche andere Goodfellas-Darsteller spielte er auch in der Serie Die Sopranos mit – hier in einer Nebenrolle als orthodoxer Jude.
Low arbeitete einst als Robert De Niros Immobilienberater. Low wurde auch als Charles Low, Chuck Low L., Chuck Lewis Low aufgeführt.

## Filmographie (Auswahl)
- 1982: The King of Comedy
- 1984: Es war einmal in Amerika (Once Upon a Time in America)
- 1986: Mission
- 1990: GoodFellas – Drei Jahrzehnte in der Mafia (Goodfellas)
- 1999: Die Sopranos (The Sopranos, Episode 1x03 Denial, Anger, Acceptance (Der Deal))
- 2003: Kill the Poor